# Gjógvaráfjall (Suðuroy)
A Gjógvaráfjall egy hegy Feröeren. 345 m magas. Suðuroy szigetén, Vágur közelében található. A településtől nyugatra, a Vágseiðitől északra fekszik, de a település néhány háza felkapaszkodik az oldalára. Róla nevezték el a Gjógvará patakot.

## Kultúra
A hegyet említi Napoleon Mortensen Vágurról szóló Vágsbygd című lokálpatrióta verse.